# Zoi Konstandopulu
Zoi Konstandopulu, gr. Ζωή Κωνσταντοπούλου (ur. 8 grudnia 1976 w Atenach) – grecka polityk i prawniczka, w 2015 przewodnicząca Parlamentu Hellenów. Córka Nikosa Konstandopulosa.

## Życiorys
Studiowała prawo na Uniwersytecie Narodowym im. Kapodistriasa w Atenach i na Université de Paris X. Uzyskała dyplom DEA na Université Panthéon-Sorbonne oraz tytuł zawodowy LLM w Columbia Law School, specjalizując się w prawie międzynarodowym, prawie karnym i prawach człowieka. Praktykowała w zawodzie prawnika w ramach nowojorskiej i ateńskiej palestry.
Zaangażowała się w działalność polityczną w ramach eurokomunistycznej Syrizy. W maju 2012 po raz pierwszy uzyskała mandat posłanki do Parlamentu Hellenów, z powodzeniem ubiegała się o reelekcję w kolejnych wyborach z czerwca 2012 i stycznia 2015, kandydując każdorazowo w jednym z okręgów stołecznych. Po zwycięstwie jej ugrupowania w wyborach w 2015 Zoi Konstandopulu 6 lutego tegoż roku została wybrana na przewodniczącą greckiego parlamentu. W lipcu 2015 opowiadała się przeciw polityce oszczędnościowej, a następnie wsparła rozłamowców z Syrizy, którzy założyli Jedność Ludową. Nie znalazła się w parlamencie kolejnej kadencji wybranym w tym samym roku.
W 2016 założyła i stanęła na czele nowego ugrupowania pod nazwą Kurs Wolności. Formacja ta w wyborach z czerwca 2023 przekroczyła próg wyborczy, Zoi Konstandopulu uzyskała wówczas ponownie mandat deputowanej.